# Hoyuelos de Venus
Los hoyuelos de Venus, pozos de Venus u ojos de venus son los nombres informales de unas ligeras depresiones lumbares llamadas en latín fossae lumbares laterales («fosas lumbares laterales») a las que ciertas personas otorgan valor estético o erótico; reciben su nombre de la diosa Venus y pueden ser objeto de fetichismo.
Estos hoyuelos pueden delimitar la zona de la espalda conocida como el rombo de Michaelis (lugar de referencia en el que los obstetras miden la pelvis de las gestantes).